# Skrbuša
Skrbuša este un sat din comuna Kolašin, Muntenegru. Conform datelor de la recensământul din 2003, localitatea are 23 de locuitori (la recensământul din 1991 erau 16 locuitori).

## Demografie
În satul Skrbuša locuiesc 21 de persoane adulte, iar vârsta medie a populației este de 40,3 de ani (45,3 la bărbați și 37,6 la femei). În localitate sunt 9 gospodării, iar numărul mediu de membri în gospodărie este de 2,56.
Populația localității este foarte eterogenă.
|  |

| Demografie | Demografie | Demografie |
| An         | Locuitori  | Locuitori  |
| ---------- | ---------- | ---------- |
|            |            |            |
|            |            |            |
|            |            |            |
|            |            |            |
| 1948       | 52         |            |
| 1953       | 52         |            |
| 1961       | 68         |            |
| 1971       | 89         |            |
| 1981       | 67         |            |
| 1991       | 16         | 16         |
| 2003       | 23         | 23         |

| \| Componența etnică conform recensământului din 2003[2] \| Componența etnică conform recensământului din 2003[2] \| Componența etnică conform recensământului din 2003[2] \| Componența etnică conform recensământului din 2003[2] \| Componența etnică conform recensământului din 2003[2] \| \| ----------------------------------------------------- \| ----------------------------------------------------- \| ----------------------------------------------------- \| ----------------------------------------------------- \| ----------------------------------------------------- \| \| \| \| \| \| \| \| Sârbi \| Sârbi \| \| 13 \| 56,52% \| \| Muntenegreni \| Muntenegreni \| \| 10 \| 43,47% \| \| necunoscută \| necunoscută \| \| 0 \| 0% \| |              |  |    |        |
| Componența etnică conform recensământului din 2003 |              |  |    |        |
| |              |  |    |        |
| Sârbi | Sârbi        |  | 13 | 56,52% |
| Muntenegreni | Muntenegreni |  | 10 | 43,47% |
| necunoscută | necunoscută  |  | 0  | 0%     |